# Distrito de Anibare
Anibare es un distrito de Nauru. Está ubicado en el este de la isla, con una superficie de 3,1 km² y una población de 250 habitantes.

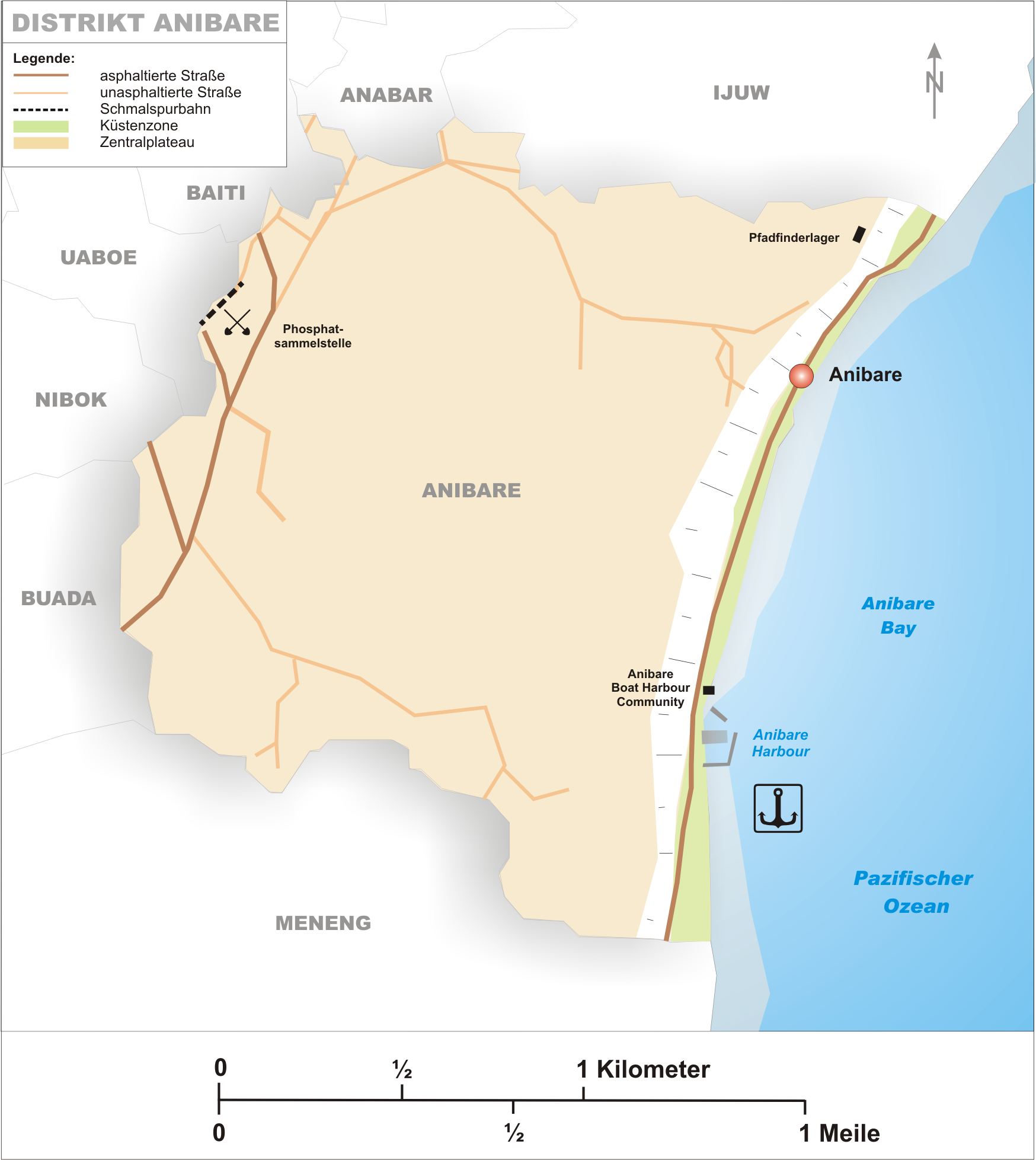
Mapa del distrito.

## Turismo
En este distrito se encuentran las mejores playas de la isla en la bahía de Anibare. Se trata del mejor punto para el surf y la natación. Esta es la principal atracción turística de la isla.

## Industria
En la parte oeste del distrito se encuentran las instalaciones de procesamiento de fosfato, principal producto de exportación de Nauru.